# Дипломатичні відносини Карфагена з Александром Македонським
Дипломатичні відносини Карфагена з Александром Македонським виникли під час участі війського контингенту Карфагена на стороні своєї метрополії фінікійського міста Тіра у її військовому протистоянні з Александром Македонським. Останній оголосив Карфагену війну, яка так і не відбулася.
У Тір періодично приїжджали священні посольства для принесення жертви в місцевому храмі Мелькарта. Такі посли в кількості 30 перебували в Тірі й тоді, коли Александр Македонський для взяття міста вирішив будувати мол. Вони запевняли владу, що Карфаген надасть Тіру допомогу. Як писав Квінт Курцій Руф, «пунійці почали переконувати тірійців мужньо винести облогу, обіцяючи швидке прибуття допомоги з Карфагена, бо в ті часи моря були значною мірою у владі пунічного флоту».
Розрахунки тірійців на допомогу з Карфагена не виправдалися. Карфаген через війну, яку вів з Сиракузами, відмовився надіслати свої війська для оборони метрополії, хоча карфагенська флотилія допомагала тірійському флоту. Також до Карфагену змогли вивезти певну кількість жінок і дітей.
Захопивши місто після довгої облоги, Александр помилував карфагенських послів, проте оголосив Карфагену війну, хоча відклав її до завершення східного походу.
За даними Діодора, Руфа та Арріана, незадовго до своєї раптової смерті Александр хотів «відправившись з Персії, обігнути більшу частину Аравії, країну ефіопів, а також Лівію та Нумідію. Пройшовши по ту сторону Атласу до Гадеса, вийти в наше (тобто Середземне) море і, підпорядкувавши собі всю Лівію (Африку) і Карфаген, отримати право називатися царем всієї землі». Для цих цілей був побудований величезний флот на чолі з Неархом.
Карфагеняни, знаючи про плани Александра, підіслали до нього в 331/330 до н. е. шпигуна Гамількара Родана. Юстин писав: «Гамількар, домігшись через Парменіона доступу до царя (Александра), прикинувся, ніби-то втік до Александра після вигнання з Батьківщини та запропонував стати рядовим солдатом в його походах. Дізнаючись у такий спосіб задуми Александра, він про все повідомляв своїм співгромадянам на дерев'яних дощечках, покритих шаром чистого воску». Той же Юстин повідомляв, що заснування Александрії Єгипетської карфагеняни сприймали як загрозу.
Однак похід на Карфаген не відбувся через загадкову смерть Александра. Існує конспірологічна версія причетності до цього карфагенян: начебто Александра Македонського отруїв Арістотель, підкуплений Сократом й іншими представниками Карфагена.